# Uomo invisibile
L'uomo invisibile è un personaggio ideato dallo scrittore britannico H. G. Wells nel racconto fantascientifico del 1897 L'uomo invisibile, utilizzato in seguito come ispirazione per numerosi film, nei quali al protagonista originale si succedono altri uomini invisibili.

## Jack  Griffin

### Storia del personaggio
Jack Griffin si è appassionato alla fisica a 20 anni, mentre studiava medicina (facoltà in cui conobbe il Dottor Kemp), decidendo così di cambiare facoltà. Già dai primi giorni in cui mette piede nell'università viene spesso deriso per il fatto di essere albino e perché passa la maggior parte del suo tempo in laboratorio o a studiare; vive in un piccolo appartamento facendo l'aiutante di uno scienziato e, per conto suo, inventa un siero capace di rendere invisibili gli oggetti e di decolorizzare il sangue. Come il dottor Jekyll o Andre Delambre, sperimenta la pozione su di sé: le conseguenze sono spaventose, perché l'esperimento ha successo, ma non ha l'antidoto. Fugge così nella campagna inglese, ma ormai il male si è impossessato di lui, esattamente come Hyde si impossessò di Jekyll. Il personaggio di Griffin non incute compassione, come possono incuterla altri mostri quali Frankenstein o l'uomo lupo. Diversamente da loro egli è causa del proprio male, ma è anche uno scienziato ambizioso: il suo obiettivo è il potere ed è disposto anche a rifuggire la sua amata Flora per ottenerlo.

### Come diventare invisibile
Jack Griffin per diventare invisibile ha utilizzato un lungo procedimento: innanzitutto si serve di una dinamo (contenuta in un motore a gas) e, con altri componenti, costruisce un dispositivo in grado di emanare potenti fasci luminosi in grado di rendere invisibile qualsiasi oggetto illuminato. Effettua un esperimento prima su un animale, dal quale evince che il processo può rendere invisibile il sangue, quindi lo prova su se stesso divenendo pian piano invisibile. Prima di fare questo esperimento lo scienziato riflette sulla densità ottica e sul fatto che ogni corpo, non avendo nessun contatto con l'illuminazione di una lampada, non può riflettere nessun tipo di colore e di conseguenza diventa invisibile.

### Differenze tra libro e film
Nel romanzo Griffin è un giovane albino, ignorato dal mondo per il suo aspetto. Il suo nome non viene mai rivelato e, in più occasioni, viene indicato che lui fosse già pazzo prima dell'invisibilità, inoltre non ha un'amata e, alla morte, non si pente del suo comportamento. Nel film, invece, è molto più umano e si pente di tutto.
Per quanto riguarda l'aspetto, nel film non si fa alcun accenno al suo passato e sul fatto che sia albino; infatti, quando nella scena finale appare, si nota come un uomo normale, mentre nel libro si presenta un uomo con i baffi e i capelli ordinati e bianchi e con un'espressione di odio profondo.

## Robert Griffin
Nipote del celebre dottor Jack Griffin, anch'egli come il nonno scopre un siero capace di rendere invisibile qualsiasi oggetto e persona ne venga a contatto. Nel primo episodio in cui appare si fa chiamare Frank Raymond e apre una tipografia a Manhattan durante la seconda guerra mondiale; durante questo episodio utilizza il siero per proteggere la città in cui vive, mentre nel secondo episodio in cui appare, trovandosi in galera, uno scienziato molto noto prova il siero su di lui e Robert scappa di galera prendendosi la rivincita.

## Filmografia

### Serie della Universal
1. L'uomo invisibile (The Invisible Man, di James Whale 1933). Il Dr. Jack Griffin/Claude Rains è il primo "uomo invisibile".
2. Il ritorno dell'uomo invisibile (The Invisible Man Returns di Joe May, 1940). L'uomo invisibile è Vincent Price.
3. La donna invisibile (The Invisible Woman di A. Edward Sutherland, 1940). Con John Barrymore e Virgina Bruce/la donna invisibile.
4. Joe l'inafferrabile (1942) (Invisible Agent, 1942). Il nipote del Dr. Jack Griffin h aperto una tipografia a Manhattan e adesso si fa chiamare Frank Raymond (l'attore Jon Hall) anch'egli è riuscito ad ottenere la formula dell'invisibilità come per primo aveva fatto suo nonno.
5. La rivincita dell'uomo invisibile (The Invisible Man's Revenge di Ford Beebe, 1944). Ancora Jon Hall è l'uomo invisibile (il Robert Griffin che si fa chiamare Martin Field).
6. Il cervello di Frankenstein (Abbott & Costello Meet Frankenstein di Charles Barton, 1948). Qui l'uomo invisibile ha solo un cameo, nella scena finale appare nella sua invisibilità con la voce di Vincent Price.
7. Gianni e Pinotto contro l'uomo invisibile (Abbott and Costello Meet the Invisible Man di Charles Lamont, 1951). Il Dr Philip Gray (Gavin Muir) riesce a ricreare la formula del Dr. Griffin.
8. L'uomo Invisibile (2020)

### Altri film
- L'inafferrabile invincibile Mr. Invisibile (Antonio Margheriti (Anthony M. Dawson), 1973), commedia
- Donne amazzoni sulla Luna (Amazon Woman on the Moon, Joe Dante, 1987)
- Avventure di un uomo invisibile (Memoirs of an Invisible Man, John Carpenter, 1992)
- L'uomo senza ombra (Hollow Man, Paul Verhoeven, 2000)
- La leggenda degli uomini straordinari (The League of Extraordinary Gentlemen, Stephen Norrington, 2003)
- L'uomo senza ombra 2 (Hollow Man 2, Claudio Fäh, 2006)
- Hotel Transylvania (2012)
- Hotel Transylvania 2 (2015)
- Hotel Transylvania 3 - Una vacanza mostruosa (2018)